# Willem van Mieris
Willem van Mieris (født 3. juni 1662 i Leiden, død 26. januar 1747 sammesteds) var en hollandsk kunstmaler fra den Den hollandske guldalder.
Han var anden søn af Frans van Mieris den ældre og yngre bror til Jan van Mieris. Den 24. april 1688  giftede han sig med Agneta Chapman (født ca. 1665). De fik tre børn. Sønnen Frans van Mieris den yngre blev ligeledes kunstmaler.
Efter læretid hos sin far blev han i 1683 optaget i det lokale kunstnerlav Sankt Lukasgildet, hvor han i mange år blev førende. Willem van Mieris malede genre- og portrætbilleder såvel som landskabs og historiske motiver. Fra omkring 1700 havde han specialiseret sig i interiører og køkkenmotiver. Han var en meget produktiv maler, men nåede aldrig sin fars tekniske kvaliteter eller berømmelse. Omkring år 1694 grundlagde han et kunstnerakademi sammen med Jacob Toorenvliet og Carel de Moor. Iblandt eleverne var hans søn Frans van Mieris den yngre. Skolen fungerede indtil 1736. De sidste år var Willem delvis blind.

## Galleri
- Familiekomsammen
- Diana og hendes nymfer (1702)
- Apotekeren (1710)
- Mand med pibe (1710)
- Kig i en butik (1720)
- Grønthandleren (1731)